# Bill Haley
Bill Haley (6. juli 1925 i Highland Park, Michigan – 9. februar 1981 i Harlingen, Texas) var en amerikansk rock and roll-musiker og -sanger.
Bill Haley & His Comets indspillede den 12. april 1954 en milepæl i rock'n'roll-musikken med sangen "Rock Around the Clock". Sangen havde i første omgang ikke større succes. I juli 1954 fik gruppen et top ti-hit med deres coverversion af Big Joe Turners "Shake, Rattle and Roll", der endte med at sælge seks millioner eksemplarer. Herefter blev "Rock Around the Clock" i 1955 brugt i filmen Blackboard Jungle med Glenn Ford i hovedrollen, hvilket fik sangen til at stryge til tops på Billboards hitliste, hvor den lå i otte uger.
Haley fortsatte med at have hits i 1950'erne, fx "See You Later, Alligator". Han havde hovedrollen i de to første rock'n'roll-film, Rock Around the Clock og Don't Knock the Rock. Herefter blev han i USA overhalet i popularitet af den yngre og mere sexede Elvis Presley, men var i 1960'erne fortsat populær i Europa, Latinamerika og Mexico.
I 1974 fortalte Haley i et radiointerview med BBC, at han var alkoholiker. Han kæmpede med misbruget i 1970'erne, men han og gruppens koncerter var stadig populære efter en fornyet interesse for musikstilen i slutningen af 1960'erne.
Haley sidste optrædener var koncerter i Sydafrika i maj og juni 1980. Før turneen i Sydafrika havde Haley fået konstateret en hjernesvulst og en planlagt efterårsturne i Tyskland måtte aflyses. Haley døde tidligt om morgenen den 9. februar 1981.
Haleys oprindelige Comets-gruppe fra årene 1954-1955 tager stadig på verdensturneer, på trods af at de alle er 70-80 år gamle.